# Elizabeth Jennings
Elizabeth Jennings (Boston, Lincolnshire, 18 de Julho de 1926 – Bampton, Oxfordshire, 25 de Outubro de 2001)  foi uma poetisa Inglesa, notada por sua simplicidade na poesia.
Jennings nasceu em Lincolnshire, mas sua família mudou-se para Oxford quando ela tinha seis anos, onde mais tarde cursou o St Anne's College.
Seu trabalho apresenta uma simplicidade de metro e rima compartilhada com Philip Larkin, Kingsley Amis e Thom Gunn, todos membros do grupo de poetas ingleses conhecido como "The Movement".
Seu corpo está localizado no cemitério Wolvercote Cemetery em Oxford.

## Trabalhos
- Poems (1953)
- A Way of Looking (1955)
- A Sense of the World (1958)
- Song For a Birth or a Death (1961)
- Recoveries (1964)
- The Mind has Mountains (1966)
- Collected Poems 1967 (1967)
- The Animals' Arrival (1969)
- Lucidities (1970)
- Relationships (1972)
- Growing Points (1975)
- Consequently I Rejoice (1977)
- After the Ark (1978)
- Moments of Grace (1980)
- Celebrations and Elegies (1912)
- Extending the Territory (1985)
- Collected Poems (1953-1985) (1986)